# سيلور (تكساس)
سيلور (بالإنجليزية: Silver, Texas)‏ هي مدينة أشباح تقع في الولايات المتحدة في مقاطعة كوك (تكساس). يقدر عدد سكانها  وترتفع عن سطح البحر 640.09 متر.